# Fulvio Ferrari
Fulvio Ferrari (Milano, 1955) è un germanista, critico letterario, traduttore e scandinavista italiano.

## Biografia
Si è laureato in Lettere moderne all'Università degli Studi di Torino nel 1979; dal 1985 al 1992 ha insegnato presso una scuola media. Nel 1992 è divenuto ricercatore, e nel 1998 professore di Filologia germanica all'Università degli Studi di Trento. Traduce dalle lingue nordiche, dall'olandese e dal fiammingo. Ha partecipato al mediometraggio Tradurre (2008).

## Opere

### Curatele
- Camminando nell'erica fiorita. Poesia contemporanea scandinava, Milano, Lanfranchi, 1989
- Viaggi e viaggiatori nelle letterature scandinave medievali e moderne, Trento, Università di Trento, 1995
- Tra edificazione e piacere della lettura: le vite dei santi in età medievale, Trento, Università di Trento, 1998 (con A. Degl'Innocenti)
- Un'artistica rappresentazione di Esmoreit, figlio del re di Sicilia, Trento, Università di Trento, 2001
- Saga di Oddr l'arciere, con testo islandese a fronte, Milano, Rizzoli, 2003
- Literature as a performative act: Erikskrönikan and the making of a nation, Uppsala, Svenska fornskriftsällskapet, 2008 (con M. Bampi)
- Lärdomber oc skämptan: medieval swedish literature reconsidered, Uppsala, Svenska fornskriftsällskapet, 2008 (con M. Bampi)
- Storicità nel testo, storicità nell'edizione, Trento, Università di Trento, 2009 (con M. Bampi)
- Deutschsprachiche Literatur und Dramatik aus der Sicht der Bearbeitung: Ein hermeneutisch-aesthetischer Ueberblick, Trento, Università di Trento, 2011 (con F. Cambi)

### Traduzioni
- August Strindberg, Mare aperto, Milano, Mondadori, 1986
- August Strindberg, Lui e lei, Torino, Il quadrante, 1986
- Gerard Reve, Il linguaggio dell'amore, Torino, Il quadrante, 1987
- Torgny Lindgren, Il sentiero del serpente sulla roccia, Torino, Il quadrante, 1987
- Göran Tunström, Oratorio di Natale, Torino, Il quadrante, 1988
- Torgny Lindgren, La bellezza di Merab, Milano, Iperborea, 1989
- Anonimo fiammingo, La veritiera e meravigliosa storia di Mariken di Nimega, Torino, Lindau, 1991
- Cees Nooteboom, Il canto dell'essere e dell'apparire, Milano, Iperborea, 1991
- Knut Hamsun, Frammenti di vita, Milano, Iperborea, 1991
- Knut Hamsun, Sognatori, Milano, Iperborea, 1992
- Hella Haasse, Il lago degli spiriti, Torino, Lindau, 1992
- Cees Nooteboom, Rituali, Milano, Iperborea, 1993
- Antonimo fiammingo, Storia di re Carlo e di Elegast, Torino, Lindau, 1994
- Anonimo, Saga di Oddr l'arciere, Milano, Iperborea, 1994
- Cees Nooteboom, Mokusei, Milano, Iperborea, 1994
- Knut Hamsun, Sotto la stella d'autunno, Milano, Iperborea, 1995
- Anonimo, Saga di Egill il monco, Milano, Iperborea, 1995
- Cees Nooteboom, Le montagne dei Paesi Bassi, Milano, Iperborea, 1996
- Einar Már Guðmundsson, Angeli dell'universo, Milano, Iperborea, 1997
- Jan Jacob Slauerhoff, La rivolta di Guadalajara, Milano, Iperborea, 1999
- Göran Tunström, Chiarori, Milano, Iperborea, 1999
- Göran Tunström, Un prosatore a New York, Milano, Iperborea, 2000
- Knut Hamsun, Pan, Milano, Adelphi, 2001
- Cees Nooteboom, Il giorno dei morti, Milano, Iperborea, 2001
- Einar Már Guðmundsson, Orme nel cielo, Milano, Iperborea, 2003
- Cees Nooteboom, Le porte della notte: poesie, Spinea, Edizioni del Leone, 2003
- Knut Hamsun, Un vagabondo suona in sordina, Milano, Iperborea, 2005
- Cees Nooteboom, Perduto il paradiso, Milano, Iperborea, 2006
- Göran Tunström, Il ladro della Bibbia, Milano, Iperborea, 2006
- Adriaan van Dis, Il vagabondo, Milano, Iperborea, 2009
- Cees Nooteboom, Le volpi vengono di notte, Milano, Iperborea, 2010
- Göran Tunström, Lettera dal deserto, Milano, Iperborea, 2011
- Fredrik Sjöberg, L'arte di collezionare mosche, Milano, Iperborea, 2015